# Skinnarvikstjärnarna
Skinnarvikstjärnarna är varandra näraliggande sjöar i Krokoms kommun i Jämtland och ingår i Indalsälvens huvudavrinningsområde
- Skinnarvikstjärnarna (Hotagens socken, Jämtland, 709645-142660), sjö i Krokoms kommun, 63°58′07″N 14°18′13″Ö / 63.9685°N 14.3035°Ö (8,25 ha)
- Skinnarvikstjärnarna (Hotagens socken, Jämtland, 709661-142688), sjö i Krokoms kommun, 63°58′08″N 14°18′56″Ö / 63.969°N 14.3155°Ö (9,25 ha)